# Landtagswahlkreis Wismar
Der Landtagswahlkreis Wismar ist ein Landtagswahlkreis in Mecklenburg-Vorpommern. Sein Gebiet ist identisch mit dem der Hansestadt Wismar.

## Wahl 2021
Bei der Landtagswahl in Mecklenburg-Vorpommern 2021 gab es in diesem Wahlkreis folgendes Ergebnis:
| Partei               | Direktkandidat        | Erststimmen      | Zweitstimmen     |
| -------------------- | --------------------- | ---------------- | ---------------- |
| SPD                  | Tilo Gundlack         | 43,4 %           | 45,1 %           |
| AfD                  | Jens-Holger Schneider | 12,8 %           | 12,4 %           |
| CDU                  | Tom Brüggert          | 12,4 %           | 10,4 %           |
| Die LINKE            | Horst Krumpen         | 9,8 %            | 10,5 %           |
| GRÜNE                | René Fuhrwerk         | 8,4 %            | 8,2 %            |
| FDP                  | René Domke            | 7,3 %            | 5,9 %            |
| NPD                  | –                     | –                | 0,7 %            |
| Tierschutzpartei     | –                     | –                | 1,2 %            |
| Freier Horizont      | –                     | –                | 0,1 %            |
| Die PARTEI           | –                     | –                | 0,9 %            |
| FREIE WÄHLER MV      | Sophie Rahn           | 1,3 %            | 0,9 %            |
| PIRATEN              | Bernhard Schubach     | 1,6 %            | 1,0 %            |
| LKR                  | –                     | –                | 0,0 %            |
| DKP                  | –                     | –                | 0,1 %            |
| Bündnis C            | –                     | –                | 0,1 %            |
| TIERSCHUTZ hier!     | –                     | –                | 0,5 %            |
| dieBasis             | Angelika Scheumann    | 1,3 %            | 1,1 %            |
| DiB                  | –                     | –                | 0,0 %            |
| FPA                  | Paul Lehmbecker       | 0,2 %            | 0,1 %            |
| ÖDP                  | –                     | –                | 0,1 %            |
| Die Humanisten       | –                     | –                | 0,1 %            |
| Gesundheitsforschung | –                     | –                | 0,2 %            |
| Team Todenhöfer      | –                     | –                | 0,2 %            |
| UNABHÄNGIGE          | –                     | –                | 0,3 %            |
| Einzelbewerber       | Gerald Wolter         | 1,5 %            | –                |
| Wahlberechtigte      | 33.634 Einwohner      | 33.634 Einwohner | 33.634 Einwohner |
| Wahlbeteiligung      | 67,1 %                | 67,1 %           | 67,1 %           |

## Wahl 2016
Bei der Landtagswahl in Mecklenburg-Vorpommern 2016 gab es in diesem Wahlkreis folgendes Ergebnis:
| Partei           | Direktkandidat   | Erststimmen | Zweitstimmen |
| ---------------- | ---------------- | ----------- | ------------ |
| SPD              | Tilo Gundlack    | 40,6 %      | 38,0 %       |
| CDU              | Frieder Weinhold | 14,3 %      | 13,8 %       |
| DIE LINKE        | Horst Krumpen    | 12,4 %      | 12,3 %       |
| GRÜNE            | Tino Schwarzrock | 5,6 %       | 5,4 %        |
| NPD              | –                | –           | 2,4 %        |
| FDP              | René Domke       | 4,4 %       | 3,7 %        |
| PIRATEN          | –                | –           | 1,0 %        |
| FAMILIE          | –                | –           | 0,8 %        |
| FREIE WÄHLER     | Wolfgang Völcker | 1,7 %       | 0,5 %        |
| Die PARTEI       | –                | –           | 0,6 %        |
| Die Achtsamen    | –                | –           | 0,1 %        |
| ALFA             | –                | –           | 0,3 %        |
| AfD              | Lars Löwe        | 21,1 %      | 19,6 %       |
| Bündnis C        | –                | –           | 0,1 %        |
| DKP              | –                | –           | 0,2 %        |
| Freier Horizont  | –                | –           | 0,2 %        |
| Tierschutzpartei | –                | –           | 1,0 %        |
| Wahlberechtigte  | 34.538           | 34.538      | 34.538       |
| Wahlbeteiligung  | 59,4 %           | 59,4 %      | 59,4 %       |

## Wahl 2011
Bei der Landtagswahl in Mecklenburg-Vorpommern 2011 gab es folgende Ergebnisse:
| Partei          | Direktkandidat   | Erststimmen     | Zweitstimmen    |
| --------------- | ---------------- | --------------- | --------------- |
| SPD             | Tilo Gundlack    | 44,3 %          | 45,9 %          |
| DIE LINKE       | Renate Lüders    | 19,3 %          | 17,1 %          |
| CDU             | Manfred Wahls    | 19,0 %          | 15,9 %          |
| GRÜNE           | Andreas Haubold  | 9,3 %           | 8,7 %           |
| NPD             | Matthias Schuldt | 4,7 %           | 4,8 %           |
| FDP             | Réne Domke       | 3,5 %           | 2,8 %           |
| FAMILIE         |                  |                 | 1,7 %           |
| PIRATEN         |                  |                 | 1,5 %           |
| FREIE WÄHLER    |                  |                 | 0,6 %           |
| Die PARTEI      |                  |                 | 0,3 %           |
| AB              |                  |                 | 0,2 %           |
| AUF             |                  |                 | 0,1 %           |
| ödp             |                  |                 | 0,1 %           |
| APD             |                  |                 | 0,1 %           |
| REP             |                  |                 | 0,1 %           |
| PBC             |                  |                 | 0,1 %           |
| Wahlberechtigte | 35710 Einwohner  | 35710 Einwohner | 35710 Einwohner |
| Wahlbeteiligung | 51,0 %           | 51,0 %          | 51,0 %          |

## Wahl 2006
Bei der Landtagswahl in Mecklenburg-Vorpommern 2006 gab es folgende Ergebnisse:
| Partei          | Direktkandidat     | Erststimmen     | Zweitstimmen    |
| --------------- | ------------------ | --------------- | --------------- |
| SPD             | Gerd Zielenkiewitz | 44,1 %          | 40,0 %          |
| CDU             | Michael Ankermann  | 21,7 %          | 21,3 %          |
| PDS             | Renate Lüders      | 14,4 %          | 14,5 %          |
| FDP             | Michael Roolf      | 10,3 %          | 11,5 %          |
| NPD             | Rainer Schütt      | 5,2 %           | 5,5 %           |
| GRÜNE           | Klaus-Peter Brandt | 3,5 %           | 3,8 %           |
| FAMILIE         |                    |                 | 1,3 %           |
| GRAUE           |                    |                 | 0,6 %           |
| Deutschland     | Annett Schwartz    | 0,9 %           | 0,4 %           |
| WASG            |                    |                 | 0,4 %           |
| PBC             |                    |                 | 0,2 %           |
| AGFG            |                    |                 | 0,2 %           |
| Bündnis für M-V |                    |                 | 0,1 %           |
| AB              |                    |                 | 0,1 %           |
| Offensive D     |                    |                 | 0,1 %           |
| APD             |                    |                 | 0,0 %           |
| Wahlberechtigte | 36607 Einwohner    | 36607 Einwohner | 36607 Einwohner |
| Wahlbeteiligung | 58,5 %             | 58,5 %          | 58,5 %          |

## Wahl 2002
Bei der Landtagswahl in Mecklenburg-Vorpommern 2002 gab es folgende Ergebnisse:
| Partei          | Direktkandidat     | Erststimmen     | Zweitstimmen    |
| --------------- | ------------------ | --------------- | --------------- |
| SPD             | Gerd Zielenkiewitz | 53,9 %          | 52,6 %          |
| CDU             | Michael Ankermann  | 23,3 %          | 23,6 %          |
| PDS             | Martina Bunge      | 15,4 %          | 13,3 %          |
| FDP             | Michael Roolf      | 5,7 %           | 4,2 %           |
| GRÜNE           |                    |                 | 2,7 %           |
| Schill          | Marianne Kamps     | 1,7 %           | 1,9 %           |
| SPASSPARTEI     |                    |                 | 0,6 %           |
| NPD             |                    |                 | 0,4 %           |
| Bürgerpartei MV |                    |                 | 0,2 %           |
| GRAUE           |                    |                 | 0,2 %           |
| REP             |                    |                 | 0,1 %           |
| V.P.M.V.        |                    |                 | 0,1 %           |
| PBC             |                    |                 | 0,0 %           |
| SLP             |                    |                 | 0,0 %           |
| Wahlberechtigte | 36814 Einwohner    | 36814 Einwohner | 36814 Einwohner |
| Wahlbeteiligung | 71,3 %             | 71,3 %          | 71,3 %          |